# Беккариа, Мурро
Мурро Беккариа (итал. Murro Beccaria; ? — 1259, Павия) — представитель рода Беккариа, правитель Павии до 1259 года.

## Биография
Мурро был представителем знатного рода Беккариа. Первые представители этого рода переселились в Павию из области Ольтрепо Павезе. Уже в XIII веке семья имела большое влияние в Италии, Беккариа посредством династических браков установили родственные связи с представителями сеньоральных родов, консулами и подеста различных городов. Представители этого рода становились епископами, аббатами, консулами и подеста.
Сначала Мурро был подеста в Бергамо и в Пьяченце, а позднее стал народным капитаном в Павии. С XII века Павия имела права самоуправления и учреждения в городе органов коммуны. Со времен походов Фридриха I Барбароссы Павия традиционно поддерживала императоров в их борьбе с Римскими Папами и Ломбардской лигой, поэтому на протяжении XIII и XIV веков в городе правящей партией были гибеллины.
Мурро Беккариа возглавил партию гибеллинов в Павии. После смерти Мурро в 1259 году ему наследовал его сын Джованни.